# Андрес Бланкі
Андрес Бла́нкі (італ. Giovanni Andrea Bianchi; ісп. Andrés Blanqui; 24 листопада 1677, Кампіоне-д'Італія — 25 грудня 1740, Кордова) — аргентинський архітектор італійського походження.
1717 року приїхав до Буенос-Айреса. Багато працював разом з Хуаном Прімолі. Між 1720 і 1740 роком будував в Буенос-Айресі, Кордові. Автор нижньої частини фасаду собору, церкви Альта Грасія біля Кордови. Будував також житлові будинки, каплиці.